# Sara Seager
Sara Seager (Toronto, 21 de julho de 1971) é uma astrônoma e cientista planetária américo-canadense. Ela é professora do Instituto de Tecnologia de Massachusetts e é conhecida por seu trabalho em planetas extrassolares e suas atmosferas. Ela é autora de dois livros sobre estes temas. Sara foi reconhecida por esta pesquisa pelas revistas cientificas Popular Science, Discover Magazine, Nature e Time Magazine. Foi premiada com um MacArthur Fellowship em 2013 citando seu trabalho teórico sobre a detecção de assinaturas químicas sobre a atmosfera de exoplanetas e desenvolver observatórios espaciais de baixo custo para observar os trânsitos planetários.

## Biografia
Seager nasceu em Toronto, província de Ontário, Canadá, e é judia. Seu pai, o Dr. David Seager, que perdeu seu próprio cabelo quando tinha 19 anos, foi pioneiro e um dos líderes mundiais em transplante de cabelo e fundador do Centro de Transplante de Cabelo Seager em Toronto.
Ela se formou em Ciências, Matemática e Física pela Universidade de Toronto em 1994, foi assistida pelo Natural Sciences and Engineering Research Council e obteve um PhD em astronomia pela Universidade Harvard em 1999. Sua tese de doutorado desenvolveu modelos teóricos sobre a atmosferas em exoplanetas e foi supervisionada por Dimitar Sasselov.
Ela ocupou o cargo de pesquisadora de pós-doutorado no Instituto de Estudos Avançados entre 1999 e 2002 e uma equipe sênior de pesquisa na Carnegie Institution de Washington até 2006. Ela ingressou no Instituto de Tecnologia de Massachusetts em janeiro de 2007 como professora associada de física e ciência planetária, foi concedida a posse em julho de 2007, e foi elevada a professora titular em julho de 2010. Ela atualmente ocupa a cadeira "Classe de 1941".
Ela é casada com Charles Darrow e eles têm dois filhos de seu primeiro casamento. Seu primeiro marido, Michael Wevrick, morreu de câncer em 2011.

## Pesquisa acadêmica
A NASA se referiu a ela como "uma Indiana Jones astronômica". Sara Seager usou o termo "anão de gás" para um planeta de alta massa composto principalmente de hidrogênio e hélio em uma animação de um modelo do exoplaneta Gliese 581 c. O termo "anão de gás" também tem sido usado para se referir a planetas menores que os gigantes gasosos, com atmosferas espessas de hidrogênio e hélio.
Seager recebeu o Prêmio Sackler 2012 pela "análise das atmosferas e composições internas de planetas distantes, recebeu o Prêmio de Astronomia Helen B. Warner da American Astronomical Society em 2007 por desenvolver" técnicas fundamentais para entender, analisar e encontrar a atmosfera de exoplanetas, e também recebeu o Prêmio Harvard Bok de 2004 em Astronomia. Ela foi apontada como membro da Associação Americana para o Avanço da Ciência em 2012 e eleita para a Royal Astronomical Society do Canadá como membro honorário em 2013. Em setembro de 2013 ela se tornou uma MacArthur Fellow. Ela foi eleita para a American Philosophical Society em 2018.

## Equação de Seager
Seager desenvolveu uma versão paralela da equação de Drake para estimar o número de planetas habitáveis na galáxia. Em vez de vida inteligente, Seager revisou a equação de Drake para focalizar simplesmente na presença de qualquer vida alienígena detectável da Terra. A equação se concentra na busca de planetas com gases de bioassinatura, gases produzidos pela vida que possam se acumular em uma atmosfera planetária em níveis que possam ser detectados com telescópios espaciais remotos.
N = N*FQFHZFoFLFS, onde:
N = número de planetas com sinais detectáveis de vida.
N* = número de estrelas observadas
FQ = fração de estrelas com influência gravitacional de planetas
FHZ = fração de estrelas com planetas rochosos na zona habitável
Fo = fração desses planetas que podem ser observados
FL = a fração que possivelmente tem vida
FS = fração na qual a vida produz um gás de assinatura detectável

## Publicações

### Livros
- Deming, D., & Seager, S. eds. 2003,  "Scientific Frontiers in Research on Extrasolar Planets", ASP Conf. Ser. 294 (San Francisco: ASP)
- Seager, Sara (2010). Exoplanet Atmospheres: Physical Processes. [S.l.]: Princeton University Press. ISBN 9781400835300
- Seager, Sara (2010). Exoplanets. [S.l.]: University of Arizona Press. ISBN 978-0-8165-2945-2

### Artigos científicos
- «GLIMPSE. I. AnSIRTFLegacy Project to Map the Inner Galaxy». Publications of the Astronomical Society of the Pacific. 115 (810): 953–964. 2003. Bibcode:2003PASP..115..953B. ISSN 0004-6280. arXiv:astro-ph/0306274. doi:10.1086/376696
- Borucki, WJ;  et al. (2010). «Kepler Planet-Detection Mission: Introduction and First Results». Science. 327 (5968): 977–980. Bibcode:2010Sci...327..977B. ISSN 0036-8075. PMID 20056856. doi:10.1126/science.1185402
- Deming, Drake; Seager, Sara; Richardson, L. Jeremy; Harrington, Joseph (2005). «Infrared radiation from an extrasolar planet». Nature. 434 (7034): 740–743. Bibcode:2005Natur.434..740D. ISSN 0028-0836. PMID 15785769. arXiv:astro-ph/0503554. doi:10.1038/nature03507
- «Characteristics of Planetary Candidates Observed by Kepler, II: Analysis of the First Four Months of Data» (PDF). The Astrophysical Journal. 736 (1). 19 páginas. 2011. Bibcode:2011ApJ...736...19B. ISSN 0004-637X. arXiv:1102.0541. doi:10.1088/0004-637X/736/1/19. Consultado em 14 de julho de 2015
- Seager, S.; Mallen‐Ornelas, G. (2003). «A Unique Solution of Planet and Star Parameters from an Extrasolar Planet Transit Light Curve». The Astrophysical Journal. 585 (2): 1038–1055. Bibcode:2003ApJ...585.1038S. ISSN 0004-637X. arXiv:astro-ph/0206228. doi:10.1086/346105
- Seager, S.; Sasselov, D. D. (2000). «Theoretical Transmission Spectra during Extrasolar Giant Planet Transits». The Astrophysical Journal. 537 (2): 916–921. Bibcode:2000ApJ...537..916S. ISSN 0004-637X. arXiv:astro-ph/9912241. doi:10.1086/309088